# Um Dia a Gente Se Encontra
Um Dia A Gente Se Encontra é o segundo single de trabalho do álbum La Família 013, de Charlie Brown Jr.
A música ganhou notoriedade por ter sido um dos legados de Chorão deixou antes de morrer. Dois dias após sua morte, a musica vazou na net. Ela ainda não tinha um título definido, e por causa do refrão foi batizada dessa forma.
Foi considerada uma das melhores músicas nacionais de 2013 pela revista Rolling Stone Brasil.

## Desempenho nas Paradas Musicais
Em agosto de 2013, a música a figurou na 15a posição da parada "Hit Parade Brasil", da Jovem Pan Além disso, ela também já figurava no top 10 de outras rádios.
| Ano  | Single                       | Charts      | Charts         | Charts       | Charts    | Charts        | Charts | Charts | Vendas e Certificações | Álbum          |
| Ano  | Single                       | BRA Hot 100 | BRA Hit Parade | BRA Year End | Bill. BRA | Bill. Pop BRA | HSPN   | POR    | Vendas e Certificações | Álbum          |
| ---- | ---------------------------- | ----------- | -------------- | ------------ | --------- | ------------- | ------ | ------ | ---------------------- | -------------- |
| 2013 | "Um Dia a Gente se Encontra" | 35          | 15             | -            | -         | -             | -      | -      |                        | La Família 013 |

## Videoclipe
O clipe oficial, dirigido por Alexandre Abrão, filho de Chorão, foi lançado no dia 08 de outubro de 2013 (mesmo dia do lançamento oficial do álbum La Família 013). O video, uma homenagem à Chorão e Champignon, mostra fãs, diversos artistas e amigos da banda (como Marcelo D2, Supla, Marcelo Nova, Zeider, da banda Planta e Raiz, Kiko Zambianchi, Egypcio, do Tihuana e Japinha e Heitor Gomes, do CPM 22) cantando e dançando a música.
| “ | "A intenção do clipe era deixar gravado para sempre o que sentimos por quem tanto amamos ao longo de carreiras intensas e maravilhosas. E foi esse o espírito que tentamos trazer com o clipe." | ” |

Segundo Tânia Assumpção, uma das produtoras do video, o microfone utilizado nas filmagens foi o mesmo que Chorão costumava usar nos shows.
O clipe recebeu mais de 1,2 milhão de visualizações no YouTube em menos de dez dias após o lançamento.

## Prêmios e Indicações
| Ano  | Prêmio                              | Categoria                                | Resultado   | Ref.   |
| ---- | ----------------------------------- | ---------------------------------------- | ----------- | ------ |
| 2013 | Revista Rolling Stone Brasil        | Melhores Músicas Nacionais do Ano        | Indicado    | [ 4 ]  |
| 2013 | Site "Tenho Mais Discos Que Amigos" | 35 melhores videoclipes nacionais do ano | 27a posição | [ 11 ] |